# Gran Premio dell'Emilia-Romagna
Il Gran Premio dell'Emilia-Romagna è una gara automobilistica che si è svolta in Formula 1 dal 2020 al 2025 , all'Autodromo Enzo e Dino Ferrari di Imola, nell'omonima regione italiana.

## Storia
In seguito alla pandemia di COVID-19 scoppiata a gennaio del 2020, la FIA ha dovuto stravolgere il calendario della stagione, attuando cancellazioni e rinvii per il protrarsi dell'emergenza sanitaria a livello mondiale. Il Gran Premio viene inserito nel calendario solo a luglio.
Il 12 febbraio 2020 la FIA aveva annullato il Gran Premio di Cina, in programma per il 19 aprile, a causa della pandemia. Il Gran Premio veniva posticipato a data da destinarsi. All'epoca vi era stata subito la candidatura dell'Autodromo Enzo e Dino Ferrari quale sede alternativa.
Dato il divieto di chiamare più prove diverse con il medesimo nome in uno stesso campionato, essendo già presente in calendario il Gran Premio d'Italia, la Federazione denomina l'appuntamento come "Gran Premio dell'Emilia-Romagna" dal nome dell'omonima regione italiana. Per onorare l’impegno dell'amministrazione italiana nel riportare la Formula 1 nella regione, viene così abbandonato il titolo del Gran Premio di San Marino, che era stato disputato all’autodromo di Imola per 26 anni.
Ufficialmente la corsa nel 2020 è denominata Emirates Gran Premio dell'Emilia-Romagna per motivi di sponsorizzazione.
Per la prima volta nella storia della Formula 1 l'Italia ospita nel proprio territorio tre Gran Premi validi per il campionato mondiale considerando anche il Gran Premio della Toscana, altra novità della stagione 2020. In precedenza era accaduto per diversi anni che in Italia si disputasse più di un Gran Premio, la prima volta nel 1957 con il Gran Premio d'Italia il Gran Premio di Pescara, e poi dal 1981 al 2006 con quello d'Italia a Monza e quello di San Marino a Imola.
Il circuito di Imola torna a disputare a distanza di 14 anni una gara valida per il campionato mondiale di Formula 1, su una configurazione leggermente diversa, che non prevede più la chicane della Variante Bassa, dopo il Gran Premio di San Marino 2006.
Il Gran Premio viene confermato anche per la stagione 2021, in sostituzione del Gran Premio di Cina, con la gara programmata per il 18 aprile sempre sul circuito di Imola come secondo appuntamento della stagione. Ufficialmente la corsa nel 2021 è denominata Pirelli Gran Premio del Made in Italy e dell'Emilia-Romagna per motivi di sponsorizzazione, con l'inclusione dell'indicazione di provenienza di un bene che ha origine in Italia.
A partire dalla stagione 2022, il Gran Premio viene inserito in pianta stabile nel calendario per il successivo quadriennio. La corsa nel 2022 è denominata Rolex Gran Premio del Made in Italy e dell'Emilia-Romagna per motivi di sponsorizzazione, con anche in questo caso l'inclusione dell'indicazione di provenienza di un bene che ha origine in Italia. Il Gran Premio viene designato, per la prima volta, per ospitare una delle tre Sprint della stagione.
Nel 2023 la corsa viene denominata Qatar Airways Gran Premio del Made in Italy e dell'Emilia-Romagna per motivi di sponsorizzazione, con sempre l'inclusione dell'indicazione di provenienza di un bene che ha origine in Italia. La disputa dell'edizione viene messa a rischio a causa dell’allerta meteo rossa diramata nella regione dell'Emilia-Romagna. Lo stato di allerta rossa per piogge, piene di fiumi con rischio di esondazione e possibili frane, è dovuto all'ondata eccezionale di maltempo che prima della gara programmata si abbatte sull'Emilia-Romagna, il quale si trova a gestire un'altra emergenza aggravata dal fatto che gli stessi territori circostanti stanno ancora facendo i conti con i danni provocati dall'alluvione delle due settimane precedenti. A pochi giorni dalla disputa del weekend di gara, a causa delle persistenti condizioni meteo avverse, la Federazione e gli organi competenti decidono di annullare il Gran Premio.
Nel 2024 la corsa viene denominata MSC Cruises Gran Premio del Made in Italy e dell'Emilia-Romagna, e con sempre l'inclusione dell'indicazione di provenienza di un bene che ha origine in Italia. Nel 2025 la corsa, l'ultima prevista secondo il contratto, viene denominata AWS Gran Premio del Made in Italy e dell'Emilia-Romagna, e con sempre l'inclusione dell'indicazione di provenienza di un bene che ha origine in Italia. All'edizione assistono 242 000 spettatori nel corso del weekend di gara, nuovo record per il Gran Premio, più degli oltre 200 000 spettatori dell'edizione precedente del 2024. È anche il dato più alto mai registrato per un Gran Premio corso all'Autodromo Enzo e Dino Ferrari.

## Albo d'oro
| Anno | Circuito | Pilota         | Vettura                    | Resoconto |
| ---- | -------- | -------------- | -------------------------- | --------- |
| 2020 | Imola    | Lewis Hamilton | Mercedes                   | Resoconto |
| 2021 | Imola    | Max Verstappen | Red Bull Racing-Honda      | Resoconto |
| 2022 | Imola    | Max Verstappen | Red Bull Racing-RBPT       | Resoconto |
| 2023 | Imola    | Annullato      | Annullato                  | Resoconto |
| 2024 | Imola    | Max Verstappen | Red Bull Racing-Honda RBPT | Resoconto |
| 2025 | Imola    | Max Verstappen | Red Bull Racing-Honda RBPT | Resoconto |

## Statistiche
Le statistiche si riferiscono alle sole edizioni valide per il campionato del mondo di Formula 1 e sono aggiornate al Gran Premio dell'Emilia-Romagna 2025.

### Vittorie per pilota
| Pos. | Pilota         | Vittorie |
| ---- | -------------- | -------- |
| 1    | Max Verstappen | 4        |
| 2    | Lewis Hamilton | 1        |

### Vittorie per costruttore
| Pos. | Costruttore | Vittorie |
| ---- | ----------- | -------- |
| 1    | Red Bull    | 4        |
| 2    | Mercedes    | 1        |

### Vittorie per motore
| Pos. | Motore     | Vittorie |
| ---- | ---------- | -------- |
| 1    | Honda RBPT | 2        |
| 2    | Mercedes   | 1        |
| =    | Honda      | 1        |
| =    | RBPT       | 1        |

### Pole position per pilota
| Pos. | Pilota          | Pole |
| ---- | --------------- | ---- |
| 1    | Max Verstappen  | 2    |
| 2    | Valtteri Bottas | 1    |
| =    | Lewis Hamilton  | 1    |
| =    | Oscar Piastri   | 1    |

### Pole position per costruttore
| Pos. | Costruttore | Pole |
| ---- | ----------- | ---- |
| 1    | Mercedes    | 2    |
| =    | Red Bull    | 2    |
| 3    | McLaren     | 1    |

### Pole position per motore
| Pos. | Motore     | Pole |
| ---- | ---------- | ---- |
| 1    | Mercedes   | 3    |
| 2    | RBPT       | 1    |
| =    | Honda RBPT | 1    |

### Giri veloci per pilota
| Pos. | Pilota         | GPV |
| ---- | -------------- | --- |
| 1    | Lewis Hamilton | 2   |
| =    | Max Verstappen | 2   |
| 3    | George Russell | 1   |

### Giri veloci per costruttore
| Pos. | Costruttore | GPV |
| ---- | ----------- | --- |
| 1    | Mercedes    | 3   |
| 2    | Red Bull    | 2   |

### Giri veloci per motore
| Pos. | Motore     | GPV |
| ---- | ---------- | --- |
| 1    | Mercedes   | 3   |
| 2    | RBPT       | 1   |
| =    | Honda RBPT | 1   |

### Podi per pilota
| Pos. | Pilota           | Podi |
| ---- | ---------------- | ---- |
| 1    | Max Verstappen   | 4    |
| =    | Lando Norris     | 4    |
| 3    | Lewis Hamilton   | 2    |
| 4    | Daniel Ricciardo | 1    |
| =    | Valtteri Bottas  | 1    |
| =    | Sergio Pérez     | 1    |
| =    | Charles Leclerc  | 1    |
| =    | Oscar Piastri    | 1    |

### Podi per costruttore
| Pos. | Costruttore | Podi |
| ---- | ----------- | ---- |
| 1    | Red Bull    | 5    |
| =    | McLaren     | 5    |
| 3    | Mercedes    | 3    |
| 4    | Renault     | 1    |
| =    | Ferrari     | 1    |

### Podi per motore
| Pos. | Motore     | Podi |
| ---- | ---------- | ---- |
| 1    | Mercedes   | 8    |
| 2    | RBPT       | 2    |
| =    | Honda RBPT | 2    |
| 4    | Renault    | 1    |
| =    | Honda      | 1    |
| =    | Ferrari    | 1    |

### Punti per pilota
| Pos. | Pilota           | Punti |
| ---- | ---------------- | ----- |
| 1    | Max Verstappen   | 109   |
| 2    | Lando Norris     | 74    |
| 3    | Lewis Hamilton   | 65    |
| 4    | Charles Leclerc  | 60    |
| 5    | Sergio Pérez     | 36    |
| 6    | Carlos Sainz Jr. | 35    |
| 7    | Valtteri Bottas  | 30    |
| 8    | Oscar Piastri    | 27    |
| 9    | Daniel Ricciardo | 26    |
| 10   | George Russell   | 25    |

### Punti per costruttore
| Pos. | Costruttore  | Punti |
| ---- | ------------ | ----- |
| 1    | Red Bull     | 138   |
| 2    | McLaren      | 118   |
| 3    | Ferrari      | 97    |
| 4    | Mercedes     | 96    |
| 5    | AlphaTauri   | 24    |
| 6    | Renault      | 15    |
| =    | Alfa Romeo   | 15    |
| 8    | Williams     | 14    |
| 9    | Aston Martin | 11    |
| 10   | Racing Point | 8     |

### Punti per motore
| Pos. | Motore       | Punti |
| ---- | ------------ | ----- |
| 1    | Mercedes     | 229   |
| 2    | Ferrari      | 115   |
| 3    | RBPT         | 64    |
| 4    | Honda RBPT   | 58    |
| 5    | Honda        | 43    |
| 6    | Renault      | 28    |
| 7    | BWT-Mercedes | 8     |